# Личфилд Парк (Аризона)
Личфилд Парк (енгл. Litchfield Park) град је у америчкој савезној држави Аризона. По попису становништва из 2010. у њему је живело 5.476 становника.

## Демографија
Према попису становништва из 2010. у граду је живело 5.476 становника, што је 1.666 (43,7%) становника више него 2000. године.
| Група             | 2000.         | 2010.         |
| Белци             | 3.377 (88,6%) | 4.071 (74,3%) |
| Афроамериканци    | 53 (1,4%)     | 190 (3,5%)    |
| Азијати           | 110 (2,9%)    | 223 (4,1%)    |
| Хиспаноамериканци | 209 (5,5%)    | 846 (15,4%)   |
| Укупно            | 3.810         | 5.476         |